# Zespół poposiłkowy
Zespół poposiłkowy, zespół dumping, zespół poresekcyjny – zespół objawów występujących po operacji żołądka. Jest to najczęstsze zaburzenie pojawiające się po zabiegach operacyjnych na tym narządzie. Wyróżnia się wczesny i późny zespół poposiłkowy.

## Częstość występowania
Częstość występowania zespołu poposiłkowego zależy od rodzaju przeprowadzonego zabiegu operacyjnego:
- 5% – po wysoce wybiórczej wagotomii
- 10–15% – po wagotomi pniowej przeprowadzonej razem z pyloroplastyką
- 10–20% – po wagotomii z antrektomią
- 10–20% – po subtotalnej gastrektomii

## Wczesny zespół poposiłkowy
Występuje od 15 do 60 minut po spożyciu posiłku (według innych źródeł 10 do 20 minut) i objawia się biegunką, bólem brzucha, nudnościami, wymiotami, a także zaczerwieniem twarzy, osłabieniem, uczuciem kołatania serca, zawrotami głowy, bladością skóry, potami, mogą też występować omdlenia. Najczęściej dolegliwości te pojawiają się po spożyciu słodkich płynów (np. słodzonej herbaty, kawy lub gorącej czekolady). Za przyczynę tej postaci zespołu uważa się upośledzenie czynności nerwu błędnego, związane z zabiegiem operacyjnym i powodujące szybkie przechodzenie treści żołądkowej do jelit. Niewykluczone, że to szybkie opróżnianie żołądka powoduje uwalnianie hormonów tkankowych działających naczynioruchowo, wśród których, w różnych, opracowanych na podstawie badań przeprowadzonych na małych grupach chorych publikacjach, wymienia się: wazoaktywny peptyd jelitowy (VIP), peptyd YY, substancję P, neurotensynę, serotoninę, enteroglukagon, bradykininę.

## Późny zespół poposiłkowy
Występuje od 2 do 4 godzin po spożyciu pokarmu i polega na pojawieniu się hipoglikemii, związanej prawdopodobnie z intensywnym wyrzutem insuliny do krwi, jako reakcją wywołaną szybkim wchłanianiem glukozy z jelit po nagłym przejściu treści żołądkowej do ich światła. W postaci tej dominują objawy hipoglikemii: osłabienie, poty, głód i niepokój.

## Terapia
W terapii zaleca się dietę o niskiej zawartości węglowodanów, oddzielne przyjmowanie pokarmów stałych i płynnych, przyjęcie pozycji leżącej po posiłku. W leczeniu farmakologicznym stosuje się akarbozę i oktreotyd. Zabiegi chirurgiczne mające służyć leczeniu zespołu poposiłkowego dają różne efekty.